# The Shield (professioneel worstelen)
The Shield was een professioneel worstelgroep die actief was in de WWE. De groep werd in november 2012 opgericht door Dean Ambrose, Roman Reigns en Seth Rollins en groeide snel uit tot een van de populairste groepen van het moderne tijdperk.
The Shield wordt geprezen om hun verbondenheid, complementariteit en ruige karakter, ondanks een kindvriendelijke en sterk genuanceerde formule van de federatie. Ambrose, Rollins en Reigns speelden de rol van bewakingsagent en waren uitgerust met armor. In juni 2014 verliet Rollins de groep, wat destijds het einde van The Shield betekende. Op 9 oktober 2017 werd The Shield herenigd. Op 22 oktober 2018 desintegreerde de groep, nadat bij Reigns opnieuw leukemie werd vastgesteld en Ambrose op spectaculaire wijze Rollins kayfabe openlijk afviel. Reigns keerde terug op 25 februari 2019, nadat hij genezen werd verklaard, en sloot zich meteen aan bij Rollins.
Het trio kwam begin maart terug samen. Hun tweede reünie stuitte op tegenwind van verschillende media, die stelden dat WWE niet meer wist wat het precies wilde. The Shield kondigde echter hun afscheid aan, waarna de groep officieel uit elkaar ging op 21 april 2019. Ambrose verliet een week later de federatie.

## Leden

### Personages

#### Dean Ambrose

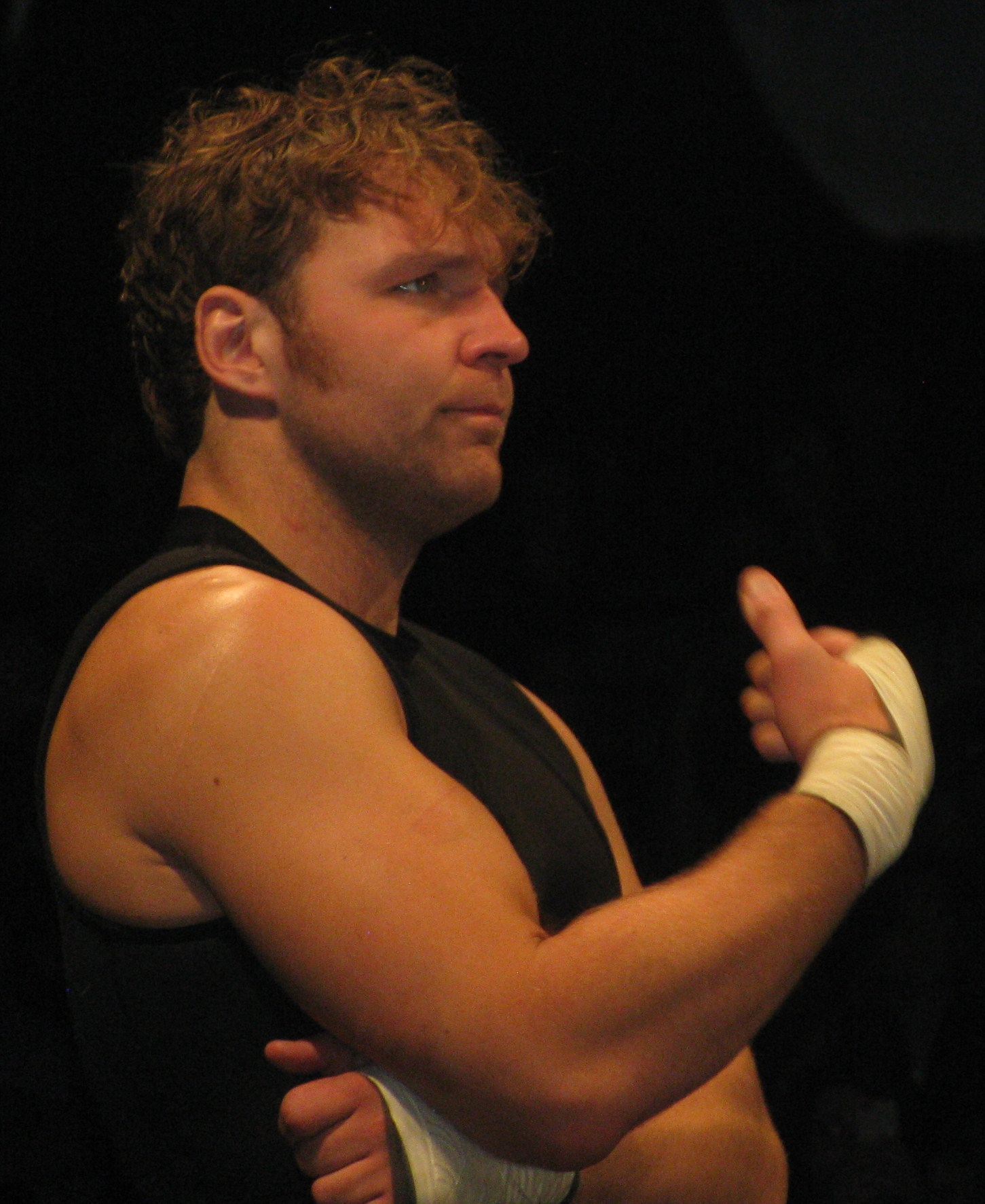

Dean Ambrose (Jonathan Good) was de uitgesproken leider van de groep, althans in de eerste periode van The Shield tussen november 2012 en juni 2014. Ambrose, een spraakwaterval, sprak grotendeels de fans toe. Hij was dominant en in de regel onverstoorbaar. Hij handelde vaak impulsief en was lichtgeraakt, bijvoorbeeld wanneer onvrede heerste binnen de groep. Ambrose was voornamelijk het knettergekke en onhandelbare groepslid die tegenstanders meer dan eens prikkelde en als dusdanig nerveus maakte.
Ambrose' opvliegendheid heeft de groep meermaals enkele wedstrijden gekost, tot ergernis van Rollins en Reigns. Gedurende zijn periode in The Shield ontwikkelde worstelaar en vertolker Jonathan Good zijn huidige, krankzinnige personage. Ambrose vertoonde algauw sterke gelijkenissen met het alter ego van de overleden worstelaar Brian Pillman evenals het personage The Joker uit de Batman-filmreeks.

#### Roman Reigns

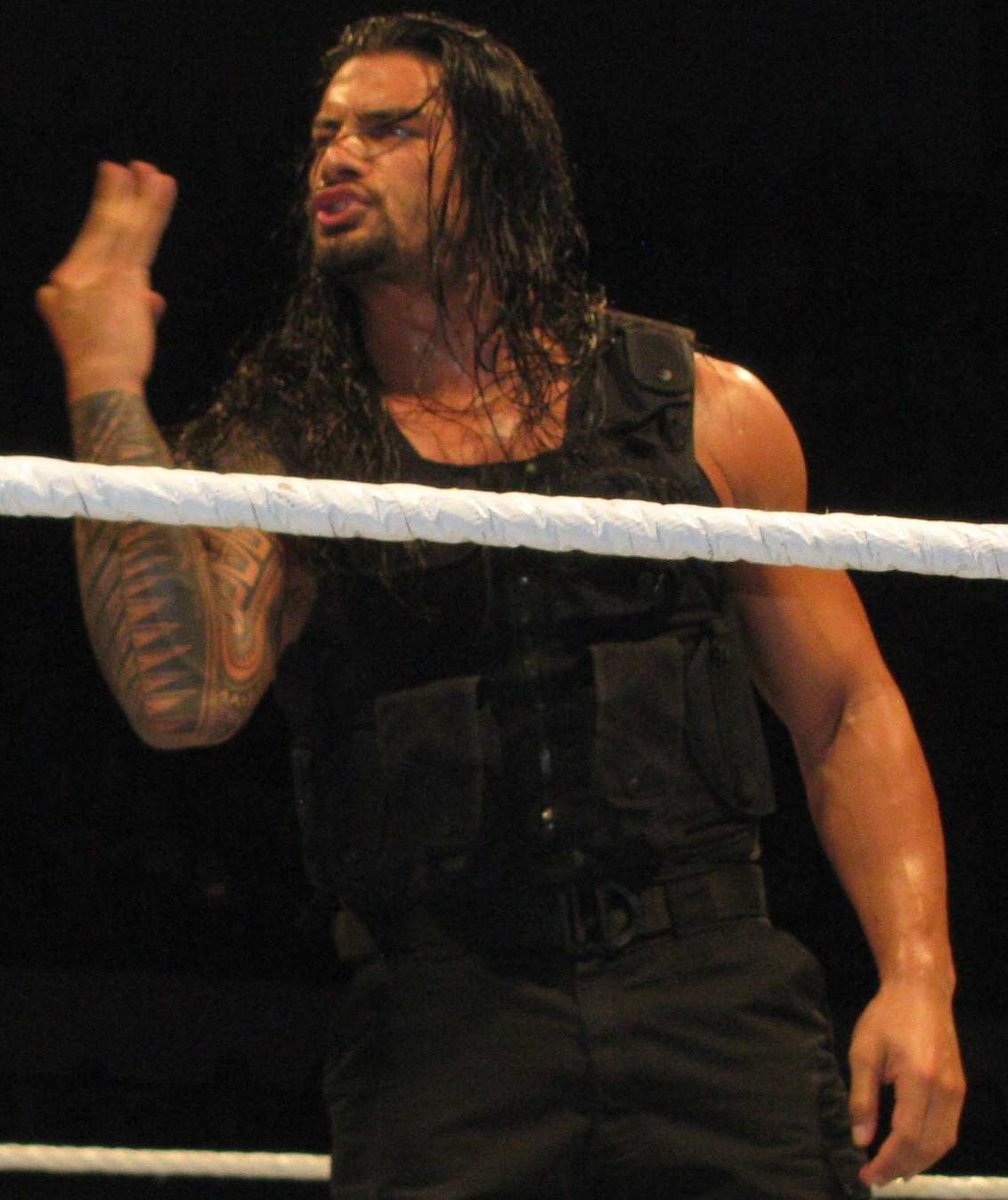

Roman Reigns (Joe Anoa'i) was de stille krachtpatser van de groep. Reigns geloofde rotsvast dat zijn acties luider spraken dan zijn woorden, een filosofie die meestal goed van pas kwam voor de groep. Hij maande de anderen tot kalmte wanneer een situatie uit de hand dreigde te lopen. Na verloop van tijd werd Reigns steeds mondiger.
The Shield trok gebruikelijk de kaart Reigns als laatste, aangezien hij de sterkste was van het trio. Als de anderen waren uitgeteld, stond Reigns op en was hun wedstrijd nog niet over. Hierdoor was hij 'tactisch' enorm belangrijk voor de groep.

#### Seth Rollins

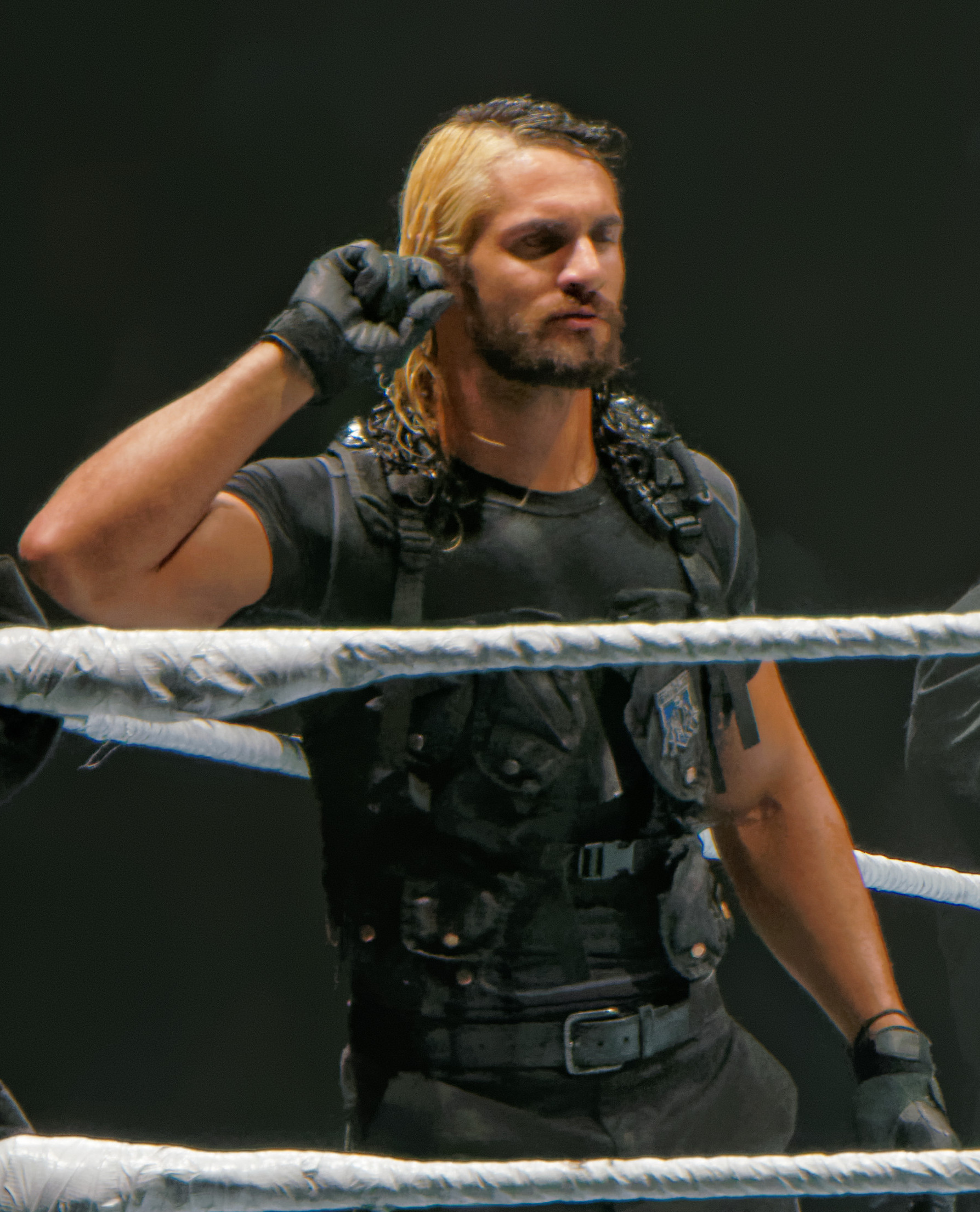

Seth Rollins (Colby Lopez) was de zelfverklaarde, uitgekiende 'architect' van de groep. Hij tekende (kayfabe) het wedstrijdverloop uit en besliste waar en wanneer het trio een beweging uitvoerde of een aanval plaatste.
Om zijn doel te bereiken schuwde Rollins de risico's niet. In de ring was Rollins een dolleman. Hij oogde meestal eclatant, maar was vooral het brein van de groep. Achter de schermen was hij bedenker van de meeste van hun gewiekste plannen. Daarnaast noemde hij zichzelf de 'superlijm' van The Shield. Wanneer de temperatuur binnen de groep naar het kookpunt steeg bluste Rollins het vuur, dat in het algemeen werd aangestoken door de drift van Ambrose.

## Kenmerken

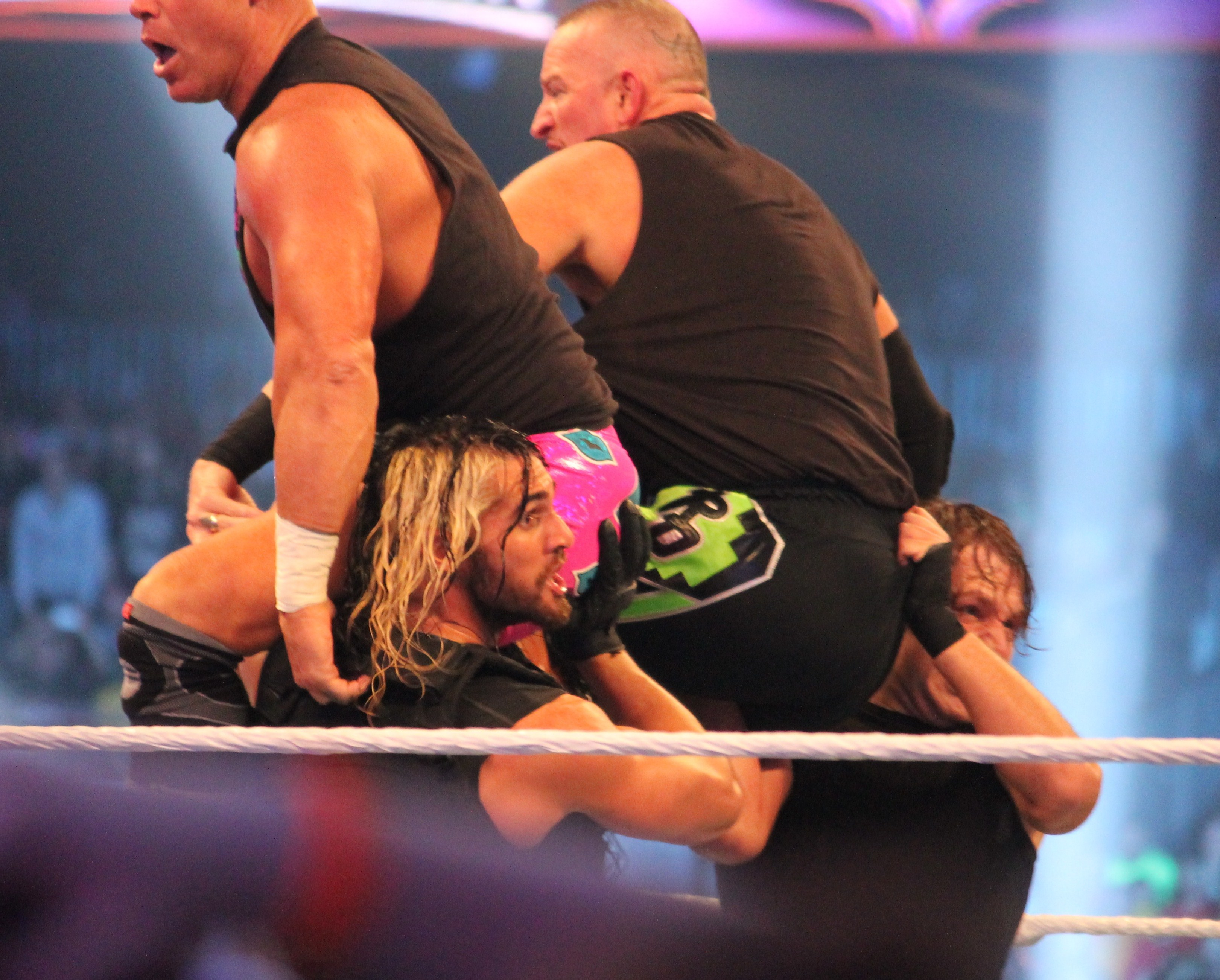
The Shield voert een Triple Powerbomb uit op Billy Gunn en Road Dogg

The Shield worstelde in specifieke kledij, daar zij elk de rol van beveiligingsagent vertolkten. Het trio droeg een zwarte kogelwerende vest - waarvan Rollins (en/of Ambrose) regelmatig een zwart T-shirt onder zijn vest droeg -, een stevige lange broek en zwarte laarzen. Soms droeg Ambrose uitsluitend een zwart onderhemd (zie foto). Bij hun debuut in november 2012 droeg The Shield een unieke zwarte coltrui. Ambrose, Rollins en Reigns verklaarden echter dat ze niet helemaal akkoord waren met dat idee.
Tijdens hun tweede periode begon WWE met de verkoop van merchandise, in het bijzonder shirts die verwezen naar hun bijnaam "The Hounds of Justice" ("Honden van Rechtvaardigheid"). Vanaf dat ogenblik droeg The Shield deze shirts ook in de ring. Ook hebben zij toen wedstrijden afgewerkt in hun eigen ringkledij, d.w.z. de kledij die toebehoort aan hun individuele personages.
The Shield baande zich steevast een weg naar de ring via het publiek, in plaats van het podium te gebruiken. De groep was tevens bekend om hun collectieve afwerkingsbeweging, Triple Powerbomb, die op zijn beurt gepaard ging met een vast ritueel. De uitvoering ervan gebeurde dus steeds op dezelfde manier. Ambrose en Rollins droegen één of twee tegenstander(s) op hun schouders, waarna die bewuste persoon met de kracht van Reigns door (veelal) de commentatorentafel heen werd gegooid.

## Geschiedenis

### "Huurlingen" van CM Punk (2012-2013)

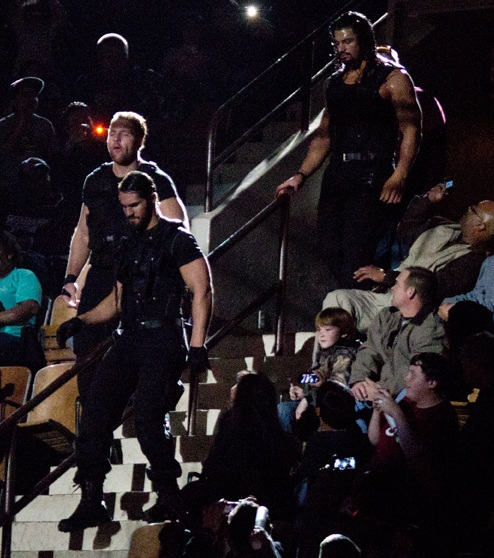
The Shield's entree vanuit het publiek

De groep werd gevormd bij het evenement Survivor Series op 18 november 2012, toen Seth Rollins, Dean Ambrose en Roman Reigns de wedstrijd tussen John Cena, kampioen CM Punk en Ryback om het WWE Championship verstoorden. The Shield viel Ryback aan en gooide hem over de commentatorentafel heen, zodat CM Punk Cena kon verslaan en de titel kon behouden. Een dag later, tijdens de Raw-aflevering van 19 november 2012, kreeg CM Punk een feestje voor zijn 365 dagen als kampioen. Ryback verstoorde het feestje, maar The Shield viel Ryback opnieuw aan en gooide hem nogmaals door de commentatorentafel.
Een week later, in een interview met Michael Cole, legde The Shield uit dat ze Ryback hebben aangevallen omdat de groep geloofde dat het oneerlijk was dat CM Punk het moest opnemen tegen Ryback en John Cena in een "triple threat match" (drie tegenstanders, ieder voor zich) bij het evenement Survivor Series. De groep verklaarde dat CM Punk zowel Ryback als Cena had verslagen in de aanloop naar Survivor Series, waarmee zij bedoelden dat CM Punk niks meer te bewijzen had. Later die avond viel The Shield opnieuw aan en deze keer was Kane het slachtoffer. Daniel Bryan liep naar de ring om Kane te helpen maar slaagde niet in zijn opzet en werd net als Kane aangevallen. Ze hielpen CM Punk ook tijdens diens ruzie met Dwayne "The Rock" Johnson. Toen uitlekte dat The Shield hem had geholpen, kostte dit CM Punk in januari 2013 de titel.

### Grootste succes (2013-2014)

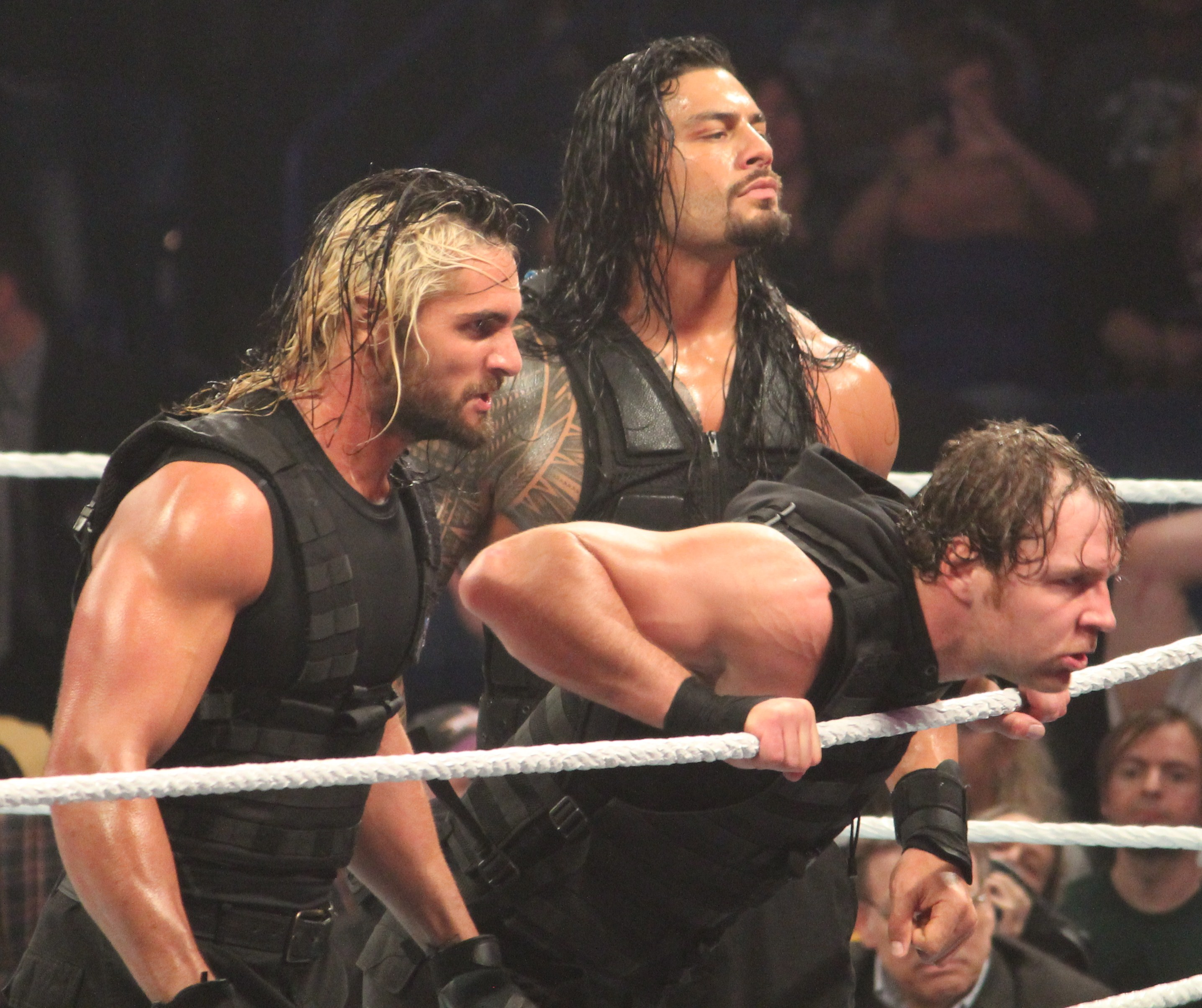
The Shield in april 2014

Op 17 februari 2013, bij het evenement Elimination Chamber, won The Shield van John Cena, Ryback en Sheamus. Bij WrestleMania 29 won The Shield van Sheamus, Randy Orton en Big Show. Op 19 mei 2013, bij het evenement Extreme Rules, veroverde Dean Ambrose het WWE United States Championship door kampioen Kofi Kingston te verslaan en later die avond veroverden Seth Rollins en Roman Reigns het WWE Tag Team Championship door te winnen van Team Hell No (Kane & Daniel Bryan). Op 14 oktober 2013 verloren ze van Cody Rhodes en Goldust.
Een jaar later, bij WrestleMania XXX, versloeg de groep Kane en The New Age Outlaws (Billy Gunn & Road Dogg). Rond deze periode fungeerde The Shield als persoonlijke security van "The Authority" (Hunter Hearst Helmsley & Stephanie McMahon), een fictief machtspaar. Randy Orton, Kane en The New Age Outlaws behoorden evenzeer tot deze factie, maar The Shield keerde zich tegen hen.
In april en mei 2014 was The Shield wekenlang betrokken in een vete met Helmsley's groep Evolution omdat ze Hemsley in de steek hadden gelaten als persoonlijke security en dat resulteerde in wedstrijden tussen hen bij de evenementen Extreme Rules en Payback. The Shield won beide wedstrijden. Op 2 juni 2014, één dag na Payback, viel Rollins Reigns en Ambrose aan met een stoel en verliet hij The Shield. Rollins sloot zich aan bij "The Authority". Ambrose en Reigns gingen nog even alleen verder, totdat ze eind juni met de groep stopten.

### Terugkeer (2017-2019)

#### Aanleiding
Hoewel WWE in het najaar van 2016 al nadrukkelijk hintte naar een mogelijke reünie van The Shield, werd dit pas in 2017 erg duidelijk. Dean Ambrose werd overgeplaatst van het programma Tuesday Night SmackDown! Live naar Monday Night Raw, de show waar zowel Roman Reigns als Seth Rollins reeds een jaar actief waren. In september 2017 streken Rollins en Ambrose hun plooien glad en vormden zij terug een tag team. Rollins en Ambrose legden zo hun langdurige ruzie bij en veroverden bij het evenement SummerSlam het WWE (Raw) Tag Team Championship van The Bar (Sheamus & Cesaro).
Enkele weken later daagde The Miz Reigns uit tot een wedstrijd voor zijn Intercontinental Championship. Reigns verloor, maar The Miz bleef hem verbaal uitdagen. Toen The Miz besloot een coalitie te vormen met The Bar en Braun Strowman, Reigns' tegenstander voor het Universal Championship, smolten de wegen van Rollins, Ambrose en Reigns voor het eerst sinds lange tijd terug samen. Tot slot begonnen The Miz en The Bar de groep publiekelijk uit te lachen en dit was uiteindelijk de aanleiding tot de reünie van The Shield.

#### Moment van reünie
Tijdens de Raw-aflevering van 9 oktober 2017 presenteerde The Miz een aflevering van zijn praatprogramma MizTv - waarbij ook The Bar en Miz' kompaan Curtis Axel present tekenden - toen Roman Reigns plots ten tonele verscheen. The Miz, die niet bepaald opgezet was met het feit dat Reigns zijn show kwam verstoren, gooide olie op het vuur en sneerde dat een reünie van The Shield een gerucht was en dromen bedrog waren. Reigns antwoordde: "Wie spreekt er hier over geruchten?". Reigns bleef enkele seconden met stoïcijnse blik naar The Miz staren en keek vervolgens achterom.
Eerst maakte Dean Ambrose zijn opwachting, waarna ook "de verrader van weleer" Seth Rollins zich bij het duo vervoegde. De reünie van The Shield was een feit. Het trio begaf zich naar de ring en vocht een robbertje uit met The Miz, Curtis Axel en The Bar. The Shield voerde hun handelsmerk uit op The Miz, de Triple Powerbomb. Op 22 oktober 2017 nam The Shield het op tegen een team bestaande uit The Miz, Braun Strowman en The Bar  bij het evenement TLC: Tables, Ladders & Chairs, maar Reigns gaf verstek door ziekte. Kurt Angle verving hem en worstelde zelfs eenmalig in de kledij van The Shield. In het najaar van 2017 nam The Shield het een aantal keer op tegen The New Day, waaronder een confrontatie bij het evenement Survivor Series eind november. The Shield won deze wedstrijd.

#### Ziekte van Roman Reigns
Vanaf oktober 2018 ontstond er wrijving in The Shield, meer bepaald ten behoeve van Ambrose. Terwijl Rollins en Reigns respectievelijk Intercontinental Champion en Universal Champion waren, droeg Ambrose als enige geen titelriem. Ambrose was zichtbaar jaloers, wat uiteindelijk leidde tot verraad bij de aflevering van Monday Night Raw op 22 oktober 2018. Net op het moment dat hij en Rollins zich kroonden tot Raw Tag Team Champions met een overwinning tegen Dolph Ziggler en Drew McIntyre, viel Ambrose een onbewuste Rollins aan.
Reigns kon hij praktisch niet verraden, aangezien die bij de start van de uitzending reeds had aangekondigd tijdelijk te stoppen met worstelen en bijgevolg van het scherm verdween. Er werd bij Reigns (pseudoniem van Joe Anoa'i) namelijk opnieuw leukemie vastgesteld. Anoa'i leed eerder al aan de ziekte, maar overwon deze. Het trio was toen nog samen te zien om broederlijk afscheid te nemen. Ambrose stak twee weken later zijn kogelwerende vest van The Shield in brand, tot verontwaardiging van Rollins.
Op de korte termijn moest Rollins het Raw Tag Team Championship op eigen houtje verdedigen. Twee weken later, op 5 november 2018, leed hij een nederlaag tegen The Authors of Pain, een team bestaande uit Akam en de Nederlandse worstelaar Rezar. Ambrose en Rollins troffen elkaar bij de evenementen Starrcade (2018) en Tables, Ladders and Chairs (2018). Door het wegvallen van Reigns en het fictieve verraad van Ambrose was de toekomst van The Shield onzeker. Uiteindelijk werd de verhaallijn tussen Rollins en Ambrose (jargon: feud) vroegtijdig beëindigd omwille van Ambrose' vertrek uit de federatie en kwam The Shield een laatste keer bij elkaar.

### Afscheid
Roman Reigns keerde op 25 februari 2019 terug naar de ring, waarna hij zich opnieuw bij Rollins voegde. Het duo wist Ambrose te overtuigen om zich terug bij hen aan te sluiten, nadat Ambrose werd aangevallen door Drew McIntyre, Bobby Lashley en Baron Corbin. Het trio was sinds 4 maart 2019 alweer een vast segment van het programma Monday Night Raw.
Het trio versloeg een team bestaande uit Baron Corbin, Drew McIntyre en Bobby Lashley bij het evenement Fastlane op 10 maart 2019. Een dag later betuigden Ambrose en Reigns hun onvoorwaardelijke steun aan Rollins in aanloop naar zijn wedstrijd tegen Brock Lesnar bij WrestleMania 35, waarna The Shield een afscheidsspeech gaf.
The Shield worstelde een allerlaatste keer op 21 april 2019 en versloeg Drew McIntyre, Bobby Lashley en Baron Corbin bij het evenement The Shield's Final Chapter. Deze wedstrijd stond geheel in het teken van Ambrose' afscheid van de federatie.

## In het worstelen
- Finishers
  - Dean Ambrose

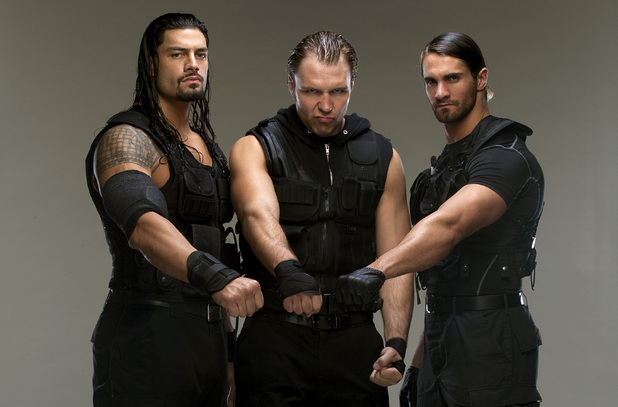
The Shield in 2013 met hun kenmerkende pose, v.l.n.r: Roman Reigns, Dean Ambrose en Seth Rollins

    - Arm trap cross-legged STF - Geparodieerd van William Regal
    - Dirty Deeds
    - Second Rope Rebound Clotheline

  - Roman Reigns
    - Moment of Silence
    - Spear
    - Superman punch

  - Seth Rollins
    - Curb stomp (2014-2016)
    - pedigree (2016-2017, geparodieerd van Triple H)
    - Lariat Knee

## Prestaties
- WWE
  - WWE Universal Championship (1 keer) - Roman Reigns
  - WWE Intercontinental Championship (2 keer) - Roman Reigns (1x), Seth Rollins (1x)
  - WWE United States Championship (1 keer) - Dean Ambrose
  - WWE Tag Team Championship (3 keer) - Seth Rollins en Roman Reigns (1x), Seth Rollins en Dean Ambrose (2x)

## Trivia
- Kassius Ohno (Chris Hero), in 2012 lid van WWE NXT, zou oorspronkelijk deel uitmaken van The Shield. Hij werd op het laatste nippertje vervangen door Roman Reigns.[17]
- The Shield kwam tot stand op verzoek van Paul Levesque (Triple H), maar was in feite een idee van CM Punk.[18]